# 포스키아보
포스키아보(이탈리아어: Poschiavo, 롬바르디아어: Pusciaaf, 독일어: Puschlav, 로만슈어: Puschlav)는 스위스 그라우뷘덴주의 베르니나 지방에 있는 자치체이다.

## 역사
포스키아보는 원본 문서의 이후 사본에서 나온 것이지만 Postclave에서와 같이 824년에 처음 언급되었다. 1140년에 그것은 de Pusclauio로 언급되었다. 이전에는 Puschlav라는 독일어 이름으로 알려졌다. 궁정의 19세기 건축물의 위풍당당한 르네상스 양식 덕분에 그 아름다움이 드러났다. 이 궁전들은 해외, 특히 스페인에서 부를 축적한 부유한 지역 주민들에 의해 건설되었다.

## 지리

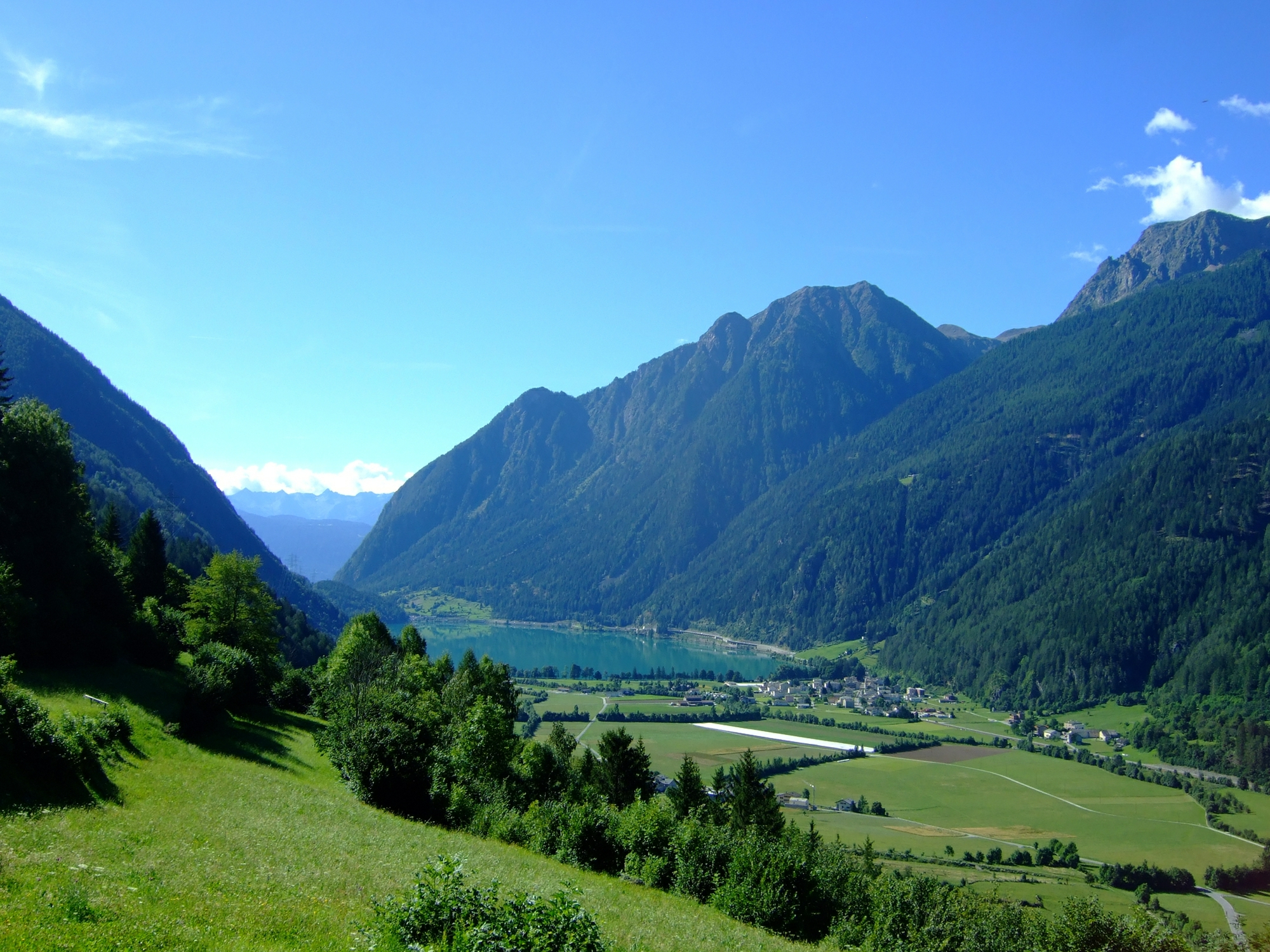
라고 디 포스키아보

포스키아보의 면적은 2006년 기준으로 191k㎡이다. 이 면적 중 19.8%가 농업용으로 사용되고 32.1%가 산림이다. 나머지 토지 중 1.8%는 정착지(건물 또는 도로)이고 나머지(46.2%)는 불모지(강, 빙하 또는 산)이다.
2017년까지 시정촌은 베르니나 지역의 포스키아보 준구에 위치했으며 2017년 이후에는 새로운 베르니나 지역의 일부였다. 공식 언어가 이탈리아어인 이탈리아어 그라우뷘덴의 4개 계곡 중 하나인 포스키아보 계곡에 위치해 있다. 다른 계곡은 브레갈리아 계곡, 메솔치나 계곡 및 칼란카이다. 그것은 포스키아보의 마을과 수많은 작은 마을로 구성되어 있다.
포스키아보에는 마을의 남쪽에 위치한 포스키아보 호수(Lago di Poschiavo)라고 하는 자체 호수가 있다.

### 기후
1991년에서 2020년 사이에 포스키아보는 연간 평균 101.2일의 강우량이 있었고 평균 강수량은 1,084mm였다. 가장 습한 달은 6월과 8월로 평균 118mm를 받았다. 이달 동안 6월에는 평균 10.8일, 8월에는 11.1일 동안 비가 내렸다. 일년 중 가장 건조한 달은 2월로 4.5일 동안 평균 36mm이다.
| 포스키아보/로비아 (1991–2020)의 기후 | 포스키아보/로비아 (1991–2020)의 기후 | 포스키아보/로비아 (1991–2020)의 기후 | 포스키아보/로비아 (1991–2020)의 기후 | 포스키아보/로비아 (1991–2020)의 기후 | 포스키아보/로비아 (1991–2020)의 기후 | 포스키아보/로비아 (1991–2020)의 기후 | 포스키아보/로비아 (1991–2020)의 기후 | 포스키아보/로비아 (1991–2020)의 기후 | 포스키아보/로비아 (1991–2020)의 기후 | 포스키아보/로비아 (1991–2020)의 기후 | 포스키아보/로비아 (1991–2020)의 기후 | 포스키아보/로비아 (1991–2020)의 기후 | 포스키아보/로비아 (1991–2020)의 기후 |
| 월                                   | 1월                                  | 2월                                  | 3월                                  | 4월                                  | 5월                                  | 6월                                  | 7월                                  | 8월                                  | 9월                                  | 10월                                 | 11월                                 | 12월                                 | 연간                                 |
| ------------------------------------ | ------------------------------------ | ------------------------------------ | ------------------------------------ | ------------------------------------ | ------------------------------------ | ------------------------------------ | ------------------------------------ | ------------------------------------ | ------------------------------------ | ------------------------------------ | ------------------------------------ | ------------------------------------ | ------------------------------------ |
| 일평균 최고 기온 °C (°F)             | 3.8 (38.8)                           | 5.0 (41.0)                           | 9.3 (48.7)                           | 13.1 (55.6)                          | 17.1 (62.8)                          | 21.1 (70.0)                          | 22.9 (73.2)                          | 22.5 (72.5)                          | 17.7 (63.9)                          | 13.1 (55.6)                          | 8.1 (46.6)                           | 4.6 (40.3)                           | 13.2 (55.8)                          |
| 일일 평균 기온 °C (°F)               | −1.4 (29.5)                          | −0.3 (31.5)                          | 3.7 (38.7)                           | 7.4 (45.3)                           | 11.3 (52.3)                          | 14.9 (58.8)                          | 16.5 (61.7)                          | 16.1 (61.0)                          | 12.1 (53.8)                          | 7.9 (46.2)                           | 3.3 (37.9)                           | −0.4 (31.3)                          | 7.6 (45.7)                           |
| 일평균 최저 기온 °C (°F)             | −6.0 (21.2)                          | −5.1 (22.8)                          | −1.4 (29.5)                          | 1.6 (34.9)                           | 5.4 (41.7)                           | 8.8 (47.8)                           | 10.4 (50.7)                          | 10.5 (50.9)                          | 6.9 (44.4)                           | 3.4 (38.1)                           | −0.6 (30.9)                          | −4.6 (23.7)                          | 2.4 (36.3)                           |
| 평균 강수량 mm (인치)                | 51 (2.0)                             | 36 (1.4)                             | 48 (1.9)                             | 78 (3.1)                             | 98 (3.9)                             | 118 (4.6)                            | 111 (4.4)                            | 118 (4.6)                            | 106 (4.2)                            | 132 (5.2)                            | 122 (4.8)                            | 67 (2.6)                             | 1,084 (42.7)                         |
| 평균 강설량 cm (인치)                | 33 (13)                              | 25 (9.8)                             | 12 (4.7)                             | 3 (1.2)                              | 0 (0)                                | 0 (0)                                | 0 (0)                                | 0 (0)                                | 0 (0)                                | 1 (0.4)                              | 10 (3.9)                             | 33 (13)                              | 117 (46)                             |
| 평균 강수일수 (≥ 1.0 mm)             | 5.3                                  | 4.5                                  | 5.9                                  | 7.9                                  | 11.5                                 | 10.8                                 | 11.1                                 | 11.1                                 | 8.5                                  | 9.4                                  | 9.2                                  | 6.0                                  | 101.2                                |
| 평균 강설일수 (≥ 1.0 cm)             | 4.4                                  | 4.0                                  | 2.1                                  | 0.8                                  | 0.1                                  | 0.0                                  | 0.0                                  | 0.0                                  | 0.0                                  | 0.2                                  | 1.7                                  | 3.9                                  | 17.2                                 |
| 평균 상대 습도 (%)                   | 68                                   | 64                                   | 61                                   | 62                                   | 69                                   | 71                                   | 72                                   | 75                                   | 77                                   | 78                                   | 73                                   | 68                                   | 70                                   |
| 평균 월간 일조시간                   | 95                                   | 105                                  | 136                                  | 131                                  | 140                                  | 155                                  | 171                                  | 154                                  | 124                                  | 107                                  | 82                                   | 78                                   | 1,479                                |
| 가능 일조율                          | 62                                   | 61                                   | 60                                   | 51                                   | 47                                   | 52                                   | 56                                   | 55                                   | 54                                   | 53                                   | 52                                   | 57                                   | 54                                   |
| 출처: MeteoSwiss                     |                                      |                                      |                                      |                                      |                                      |                                      |                                      |                                      |                                      |                                      |                                      |                                      |                                      |

## 인구통계
포스키아보의 인구(2020년 12월 31일 기준)는 3,441명이다. 2008년 기준으로 인구의 8.2%가 외국인으로 구성되어 있으며, 지난 10년 동안 -3.6%의 비율로 인구가 감소했다.
2000년 인구의 성별 분포는 남성 49.1%, 여성 50.9%였다. 2000년 현재 연령 분포는 다음과 같다. 332명 또는 전체 인구의 10.3%가 0~9세이다. 222명 또는 6.9%는 10세에서 14세 사이이고 122명 또는 3.8%는 15세에서 19세 사이이다. 성인 인구 중 300명 또는 9.3%는 20세에서 29세 사이이다. 433명 또는 13.4%는 30세에서 39세 사이이다. 413명 또는 12.8%는 40-49세이고 422명 또는 13.1%는 50-59세이다. 고령자 인구 분포는 389명 또는 60-69세 사이 12.1%이다. 362명 또는 11.2%는 70~79세이다. 197명(80~89세 6.1%, 90~99세 33명 또는 1.0%)이 있다.
2007년 연방 선거에서 가장 인기 있는 정당은 32.2%의 득표율을 기록한 CVP였다. 다음으로 가장 인기 있는 3개 정당은 SVP (27%), SPS (26.8%) 및 FDP (12.6%)였다.
이 도시에서는 인구의 약 69.3%(25-64세)가 비필수 고등교육 또는 추가 고등교육(대학 또는 응용학문대학)을 완료했다. 실업률은 1.21%로 2005년 이후 1차 경제 부문에 252명이 고용되어 있으며, 약 90개 기업이 관련되어 있다. 456명이 60개 기업이 있는 2차 부문에 고용되어 있다. 1,073명이 3차 부문에 고용되어 있으며, 164개의 기업이 있다.
2000년 인구조사에 따르면 2,774명 또는 86.0%가 로마 가톨릭 신자이고 283명 또는 8.8%가 스위스 개혁 교회에 속해 있다. 나머지 인구 중 크리스찬 카톨릭 교회 신자는 9명(약 0.28%), 다른 교회는 14명(약 0.43%)이다. 인구 조사에 등재되지 않은 다른 교회에 속해 있는 두 사람(인구의 약 0.06%)이 있다. 36, 즉 인구의 1.12%는 불가지론자이거나, 무신론자이기 때문에 교회에 속해 있지 않다. 반면, 전체 인구의 107명(인구의 3.32%)은 질문에 대답하지 않았다.
인구의 역사적 상태는 다음 표에 나와 있다.
| 년도 | 인구 |
| ---- | ---- |
| 1850 | 2888 |
| 1860 | 2742 |
| 1870 | 2890 |
| 1900 | 3102 |
| 1910 | 3676 |
| 1950 | 4034 |
| 1980 | 3294 |
| 2000 | 3225 |
| 2005 | 3487 |

### 언어

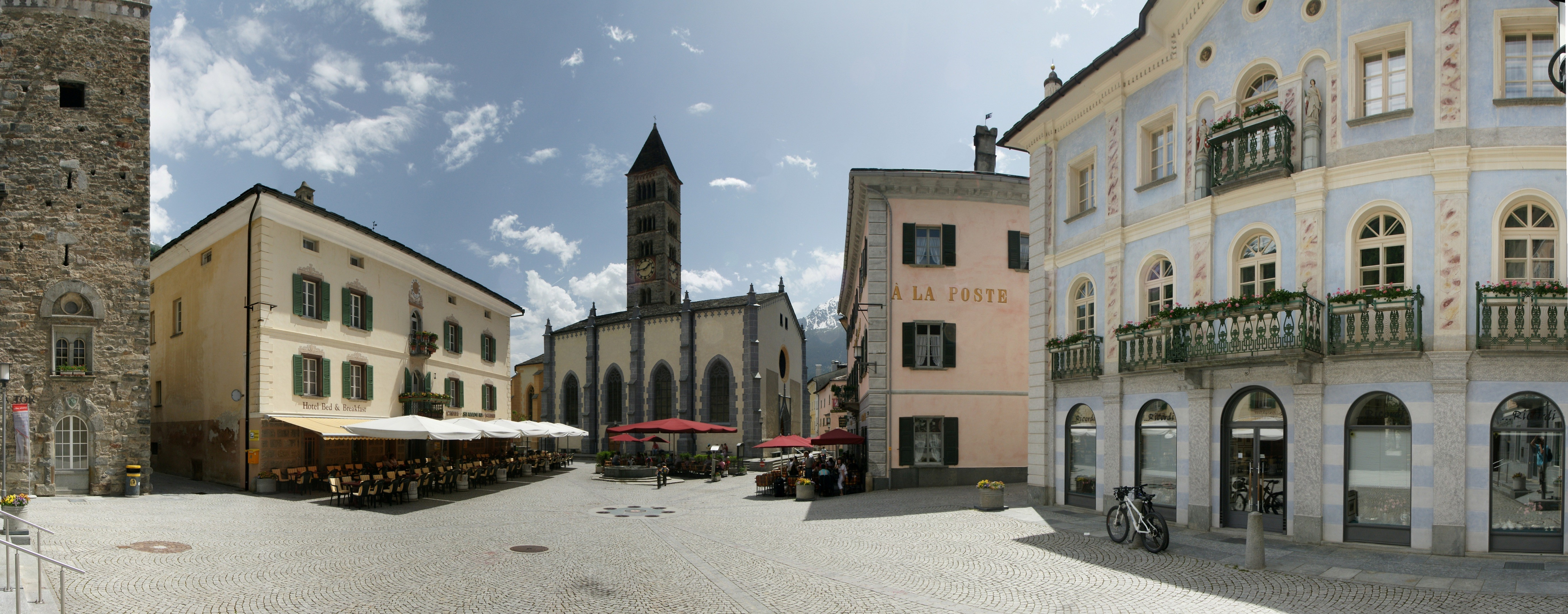
타운홀 광장

대부분의 인구(2000년 기준)는 이탈리아어를 모국어로 사용(90.4%)하고, 독일어가 두 번째로 많이 사용(7.9%)되고, 프랑스어가 세 번째(0.7%)로 사용된다. 이탈리아어를 제외하고 롬바르디아어는 대부분의 사람들의 모국어이며, 이탈리아어와 함께 디글로시아어로 사용된다. 롬바르드어는 시의회에서 공식적으로 사용하는 언어이기도 하다.
| 포스키아보의 언어 |             |             |             |             |             |             |
| 언어              | Census 1980 | Census 1980 | Census 1990 | Census 1990 | Census 2000 | Census 2000 |
| 언어              | 수          | %           | 수          | %           | 수          | %           |
| 독일어            | 208         | 6.31%       | 255         | 8.02%       | 255         | 7.91%       |
| 로만슈어          | 24          | 0.73%       | 22          | 0.69%       | 14          | 0.43%       |
| 이탈리아어        | 3028        | 91.92%      | 2858        | 89.93%      | 2917        | 90.45%      |
| 인구              | 3294        | 100%        | 3178        | 100%        | 3225        | 100%        |

## 국가중요문화재

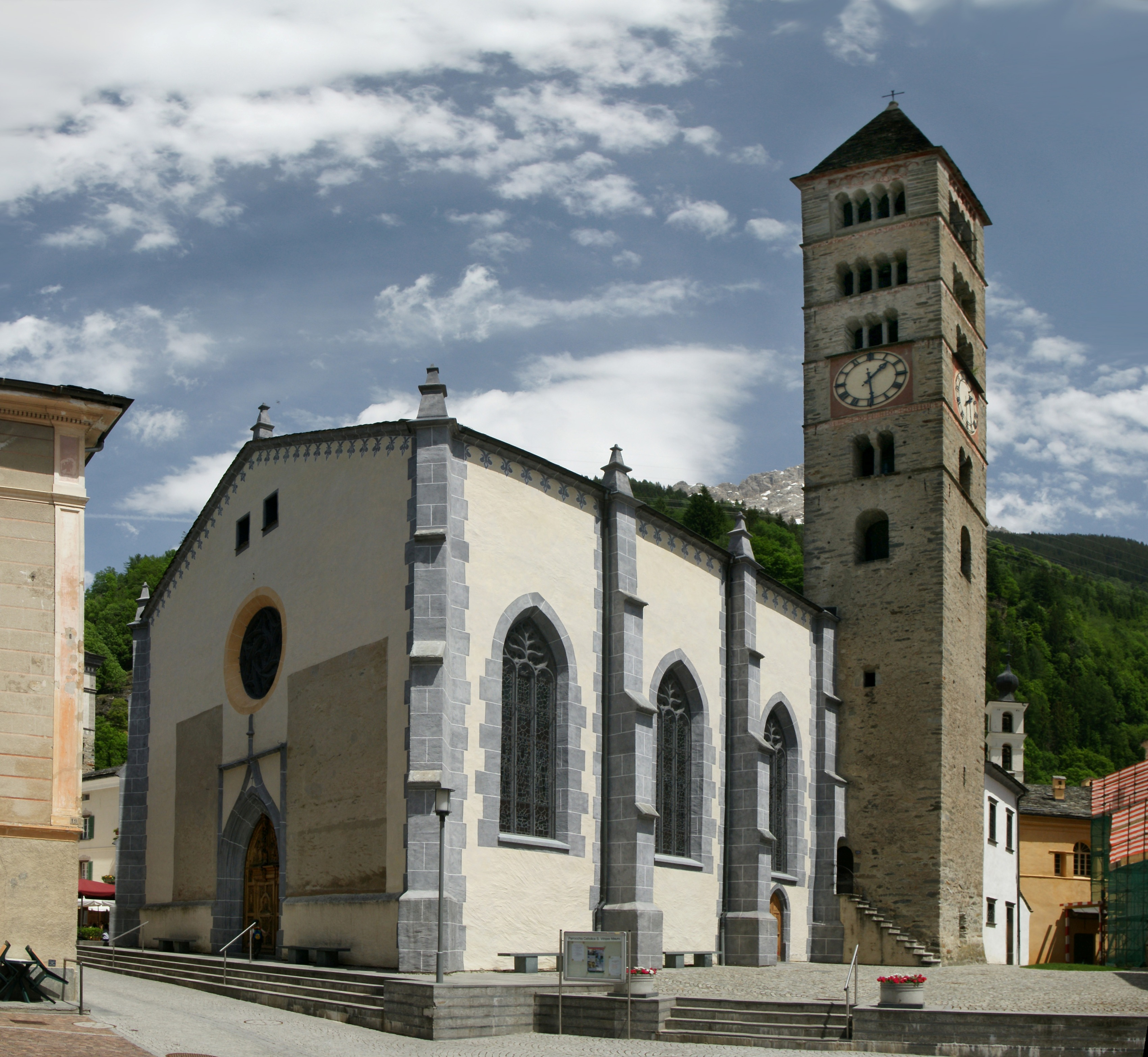
산 비토레 교회

포스키아보에는 국가적으로 중요한 스위스 문화유산으로 등록된 10개의 건물이 있다.
- S. Maria Assunta
- S. Vittore
- S. Carlo Borromeo
- 성모 마리아 수도원이 있는 오래된 수도원(Vecchio Monastero con cappella monastica di S. Maria Presentata)
- 카사 토메
- 데본 하우스 (Devon House)
- Li Curt House의 세 집도 목록에 있다.

마지막으로 현재 박물관으로 사용되는 세 개의 건물이 있다.
- 아이노 방앗간 (Mulino di Aino)
- 데 바수스 멘고티 궁전 (Palazzo De Bassus Mengotti)
- 도리치 궁전 (Palazzo Dorizzi)

카사 토메는 현재 포스키아보 계곡의 전통 건축 양식의 훌륭한 예인 포스키아보 마을 박물관이다. 중세 시대에는 타워 하우스로 지어졌다. 1450년까지 그것은 현재의 외관에 도달했다. 마을 중앙에 지어지긴 했지만, 주변 농가와 더 잘 어울리는 구조였다. 오늘날 이곳에는 박물관이 있으며 전통 농업과 식품 생산 기술에 대한 수업과 토론을 주최한다.
아이노 방앗간은 여러 산업화 이전 거래를 제시한다. 이 작업 박물관은 곡물에서 밀가루, 목재에서 판자, 철에서 말굽이 어떻게 생산되었는지 보여준다. 바로크 양식의 데 바수스 멘고티 궁전은 1655년에 지어졌으며, 다음 세기에 걸쳐 확장되었으며, 오늘날에는 1층에 농기구 컬렉션이 있는 박물관도 있다. 1층은 임시 전시로 사용되며, 현재(2009년) 지역 예술가 페르난도 라르델리(Fernando Lardelli)의 그림 컬렉션을 보유하고 있다. 2층에는 계곡에서의 일상과 그곳에서 이주한 사람들을 보여주는 전시가 있다. 도리치 궁전은 1947-57년 동안 인도에서 크리스텐(Christen)과 도리치(Dorizzi)(각각 바젤과 푸쉴라프에서)가 수집한 조각을 소장하고 있다.

## 교통
포스키아보에서 엥가딘과 스위스의 나머지 지역으로 직접 연결되는 유일한 연결 지점은 베르니나 고개이다. 마을은 고개 위의 하우프트슈트라세 29 도로와 생모리츠와 티라노 사이의 베르니나 철도에 있는 래티셰 철도역으로 연결되어 있다.
지자체의 베르니나선을 따라 총 7개의 다른 기차역이 있다.
- 오스피치오 베르니나 (Ospizio Bernina)
- 알프그륌 (Alp Grüm)
- 카발리아 (Cavaglia)
- 카데라 (Cadera)
- 리쿠르트 (Li Curt)
- 르프레제 (Le Prese)
- 미라라고 (Miralago)

## 같이 보기
- 포스키아비노강